# رايد لندن الكلاسيكي 2017
رايد لندن الكلاسيكي 2017 (بالفرنسية: RideLondon-Classique 2017)‏ هو سباق دراجات هوائية، وهو الموسم رقم 5 من السباق، وأقيم في 29 يوليو 2017، وامتدّ لمسافة 66 كيلومتر، وهو أحد سباقات طواف العالم للدراجات للنساء 2017، وهو من نوع سباق الدراجات، وقد شارك في السباق 115 متسابقاً ووصل إلى نهايته 114 متسابقاً.
فاز فيه بالمركز الأول كورين ريفيرا، وبالمركز الثاني لوتا ليبيستو، وبالمركز الثالث ليزا برينور.

## الفرق
| فرق سيدات محترفة (21)- يو أي أيه تيم ‏ - أيه آر مونكس برو سيكلينج للسيدات ‏ - بيبينك ‏ - إس دي وركس ‏ - BTC City Ljubljana ‏ - كانيون–إس آر إيه إم ‏ - Équipe Paule Ka ‏ - Cylance Pro Cycling (women's team) ‏ - دروبز 2017 ‏ - FDJ–Suez ‏ - هايتك بوردكتس 2017 ‏ - Lensworld–Kuota ‏ - لوتو سودال للسيدات 2017 ‏ - Liv AlUla Jayco ‏ - Servetto–Makhymo–Beltrami TSA ‏ - فريق سنويب للسيدات 2017 ‏ - EF Education–Tibco–SVB ‏ - Team Virtu Cycling Women ‏ - Wiggle High5 Pro Cycling ‏ - ليف ريسينغ ‏ - Ceratizit Pro Cycling ‏ فريق وطني- بريطانيا |  |
| |  |

## التصنيف العام النهائي
| التصنيف العام | التصنيف العام   | التصنيف العام    | التصنيف العام                      | التصنيف العام     |        |
| الدراج        | الدراج          | البلد            | الفريق                             | الوقت             | السرعة |
| ------------- | --------------- | ---------------- | ---------------------------------- | ----------------- | ------ |
| 1.            | كورين ريفيرا    | الولايات المتحدة | Sunweb                             | 1 س 29 دقيقة 03 ث |        |
| 2.            | لوتا ليبيستو    | فنلندا           | Cervélo Bigla                      | + 0 ث             |        |
| 3.            | ليزا برينور     | ألمانيا          | Canyon-SRAM Racing                 | + 0 ث             |        |
| 4.            | ماريان فوس      | هولندا           | WM3                                | + 0 ث             |        |
| 5.            | كيرستن وايلد    | هولندا           | Cylance                            | + 0 ث             |        |
| 6.            | جولين ديهور     | بلجيكا           | Wiggle High5                       | + 0 ث             |        |
| 7.            | أمالي ديديريكسن | الدنمارك         | Boels Dolmans                      | + 0 ث             |        |
| 8.            | روكسان فورنييه  | فرنسا            | FDJ-Nouvelle Aquitaine-Futuroscope | + 0 ث             |        |
| 9.            | باربرا جوارشي   | إيطاليا          | Canyon-SRAM Racing                 | + 0 ث             |        |
| 10.           | جورجيا برونزيني | إيطاليا          | Wiggle High5                       | + 0 ث             |        |

## وصلات خارجية
- الموقع الرسمي
- لمحة عن سباق رايد لندن الكلاسيكي 2017 على موقع  ProCyclingStats   (برو  سايكلنج  ستاتس) - إحصاءات  محترفي  الدراجات.

- رايد لندن الكلاسيكي 2017 على موقع إحصائيات الدراجات الإحترافية (الإنجليزية)